# Juniperus comitana
Juniperus comitana é uma espécie de conífera da família Cupressaceae.
Pode ser encontrada nos seguintes países: Guatemala e México.